# Léon Engulu
Léon Engulu Baangampongo Bakokele Lokanga ou Léon Engulu, né le 1er avril 1934 à Mbandaka (Congo belge) et mort le 4 février 2023 à Kinshasa (république démocratique du Congo), est une personnalité politique congolaise.

## Biographie
Originaire de la province de l'Équateur, d'ethnie Mongo et aîné d'une famille de trois enfants, Léon Engulu commence sa carrière professionnelle en 1954 sous le Congo belge comme commis territorial qui correspond à l'époque à un ministre contemporain. 
Engagé dans la politique, il participe à la Table ronde de Bruxelles en 1960 en tant que membre du Collège exécutif pour la province de l'Équateur et vice-président du parti Unimo qu'il a fondé en janvier 1960 avec Justin Bomboko et Eugène Ndjoku. Ndjoku est le titulaire et Engulu le remplaçant.
Après l'indépendance du Congo, il devient ministre provincial de l'Intérieur dans le gouvernement provincial de l'Équateur dirigé par Laurent Eketebi. En 1963, après la décomposition de l'Équateur en de petites provinces, il devient président de la province de la Cuvette-Centrale et ce jusqu'en 1966. De 1966 à 1968, il devient gouverneur de la province du Kivu et de 1968 à 1970, il est muté au Katanga,.
En 1970, le président Mobutu, qui est son ancien condisciple de classe, le fait entrer au gouvernement en qualité de ministre des Travaux publics jusqu'en 1974. En 1973, assez brièvement, il devient vice-président de la République chargé de l'Administration du territoire, aux côtés de Jean Nguza Karl-I-Bond, chargé des Affaires étrangères. Dès 1974, il devient également membre du Bureau politique du MPR où dans un célèbre discours, il compare Mobutu à Jésus-Christ, le qualifiant de Messie Noir. De 1974 à 1977, il est ministre des Affaires politiques (Affaires intérieures) et devient du coup, la première personnalité du gouvernement après Mobutu. En 1977, il devient vice-président du Conseil (tout comme Jean Nguza Karl-I-Bond). De 1977 à 1979, Engulu dirige le ministère de l'Agriculture et du Développement rural.
Il quitte le gouvernement à la suite d'un malentendu avec le Premier ministre (Premier Commissaire d'État) Mpinga Kasenda en 1979. Dès lors, il décide de reprendre les études universitaires et est proclamé licencié en sciences politiques de l'université du Zaïre-Campus de Lubumbashi en 1981. Peu avant, il est nommé membre du Comité Central, haute institution de la République après le président Mobutu, et y reste jusqu'en 1990. En 1985-1988, il réside un temps au Canada, à Montréal, où il décroche un master en sciences politiques, orientation administration publique. Lors du déclenchement de la transition en 1990, il revient au gouvernement en qualité de ministre de l'Intérieur et administration du territoire, sous le Premier ministre Lunda Bululu, et ce, jusqu'en 1991. 
Peu après, il décide de quitter le MPR et de créer l'UNADE (Union nationale des démocrates). Fin 1991, il devient conseiller du Président Mobutu et à la suite d'une dissension avec d'autres collègues, il démissionne de ses fonctions. Il refuse d'exercer d'autres fonctions publiques jusqu'au départ de Mobutu. Sous la primature de Léon Kengo wa Dondo, il reste cependant très sollicité mais refuse tout portefeuille ministériel. Il revient en politique fin 2003 en tant que sénateur dans le Parlement de transition après avoir rejoint le MLC de Jean-Pierre Bemba. Peu après, aux côtés de Bomboko, il quitte le MLC et crée, avec Endundo José, l'UNADEC dont il devient président. Fin janvier 2007, lors des élections sénatoriales, il est élu sénateur de l'Équateur, pour le district de la Tshuapa. Par ailleurs, il est administrateur délégué général des Cultures congolaises, entreprise qu'il a hérité lors de la zaïrianisation.